# Angeliera cosettae
Angeliera cosettae är en kräftdjursart som beskrevs av Nicole Coineau och Rao 1972. Angeliera cosettae ingår i släktet Angeliera och familjen Microparasellidae. Inga underarter finns listade i Catalogue of Life.